# 케이윗수염박쥐
케이윗수염박쥐 또는 스토커윗수염박쥐(Myotis stalkeri)는 애기박쥐과 윗수염박쥐속에 속하는 박쥐이다. 인도네시아에서만 발견된다. 멸종위기종이다.

## 특징
몸길이가 49~73mm인 중형 박쥐로 전완장은 48.6~51.3mm, 꼬리 길이는 49.6~55.5mm이다. 발 길이는 15~16mm, 귀 길이는 19.2~20.1mm, 몸무게는 최대 18g이다.

## 생태
4~5종의 다른 박쥐 종들과 함께 최대 100마리씩 무리를 지어 석회암 동굴에서 생활을 한다. 수역에 의존하여 생활을 한다. 먹이는 작은 물고기 또는 수생 척추동물로 추정된다. 7월에 카이 케실섬에서 새끼를 밴 암컷이 포획된 적이 있다. 6월에 와이게오섬에서 성적으로 왕성한 수컷이 발견된다.

## 분포 및 서식지
인도네시아 말루쿠 제도의 게베섬과 와이게어섬, 바탄타섬, 카이 케실섬에서만 발견된다. 해수면과 해발 250m 사이의 숲에서 서식한다.